# Bioć
Bioč (cyrilicí Биоч) je pohoří nacházející se na severozápadě Černé Hory, v opštině Plužine. Nejvyšším vrcholem je hora Veliki Vitao (2396 m). Jedná se o páté nejvyšší černohorské pohoří.

## Vymezení
Leží v jihovýchodní části Dinárských hor. Patří do trojice menších pohoří – Bioč, Maglić a Volujak, které bývají prezentovány jako jeden celek. Největší plochu z těchto tří masivů zabírá právě skupina Bioč s několika vrcholy překračujícími výšku 2300 m. Na severu je Bioč od Magliće oddělen Mratinjskou dolinou a dolinou Urdeni do. Na západě je Bioč ohraničen krasovou planinou Presjeka a údolím Smrekovica, za nimiž se zvedají pohoří Volujak a Lebršnik. Na jihu sousedí se Žagricou – odděluje je údolí říčky Vrbnica. Východní ohraničení tvoří řeka Piva, za níž se rozkládá Pivska planina.

## Charakteristika
Masiv charakterizuje jednolitý hřeben s množstvím zajímavě tvarovaných štítů. Nad ledovcovými údolími Mratinj dol a Urdeni do ční strmé vrcholy Bioče s impozantními stěnami – např. 150 m vysoká Modra stena a především 600 m vysoká Zmajeva stena.

## Významné vrcholy
- Veliki Vitao (2396 m)
- Televiča Lastea (2195 m)
- Oblik (2116 m)
- Jajac (2099 m)

## Vodstvo
Vzhledem k vápencové stavbě je pohoří Bioč poměrně chudé na vodní zdroje. Většími vodními toky jsou pouze říčka Vrbnica a Mratinjský potok tekoucí do řeky Piva. Nachází se tu také několik ponorů a vyvěraček. V Bioći se rovněž nalézají tři ledovcová jezera – Velké a Malé Stubljanské jezero a Mratinsko jezero.

## Turistika
Masiv je poměrně komunikačně obtížně přístupný. Do nitra hor vede jen několik úzkých cest se špatným povrchem. Nejsnazší přístup umožňuje Mratinjská dolina. Sem je také soustředěna turistika v pohoří. 